# Primulina medica
Primulina medica là một loài thực vật có hoa trong họ Tai voi (Gesneriaceae). Loài này có ở Quảng Tây (Trung Quốc); được D.Fang mô tả khoa học đầu tiên năm 1981 dưới danh pháp Chirita medica. Năm 2011, Yin Z.Wang chuyển nó sang chi Primulina.